# استفان الشعراوی
استفان الشعراوی (ایتالیایی: Stephan El Shaarawy؛ زادهٔ ۲۷ اکتبر ۱۹۹۲) بازیکن فوتبال اهل ایتالیا است که به عنوان وینگر چپ برای باشگاه فوتبال آ. اس رم و تیم ملی فوتبال ایتالیا بازی می‌کند. لقب او فرعون است؛ زیرا پدرش اهل مصر است.
الشعراوی دوران حرفه‌ای خود را در جنوآ آغاز کرد؛ و در سال ۲۰۱۱ پس از درخشش قرضی در پادوا به میلان پیوست. او به عنوان یکی از آینده‌دارترین جوانان نسل خود در نظر گرفته می‌شد. او در نیمهٔ اول فصل ۱۳–۲۰۱۲ به شدت درخشید. پس از چندین دورهٔ طولانی دور از میادین به دلیل مصدومیت، او فصل ۱۶–۲۰۱۵ را به صورت قرضی در موناکو و سپس در رم گذراند و در پایان فصل به‌طور دائم به رم پیوست. او در سال ۲۰۱۹ به باشگاه چینی شانگهای گرینلند شنهوآ منتقل شد و هجده ماه بعد به رم بازگشت.
در ردهٔ ملی، الشعراوی در رده‌های زیر ۱۶ سال و زیر ۲۱ سال برای ایتالیا به میدان رفت. در اوت ۲۰۱۲، او اولین بازی ملی خود برای تیم بزرگسالان را در یک بازی دوستانه مقابل انگلیس انجام داد و در نوامبر همان سال اولین گل ملی خود را به فرانسه زد. او در جام کنفدراسیون‌های ۲۰۱۳ که ایتالیا در ردهٔ سوم ایستاد و در یورو ۲۰۱۶ عضو تیم ملی فوتبال ایتالیا بود.

## زندگی حرفه‌ای

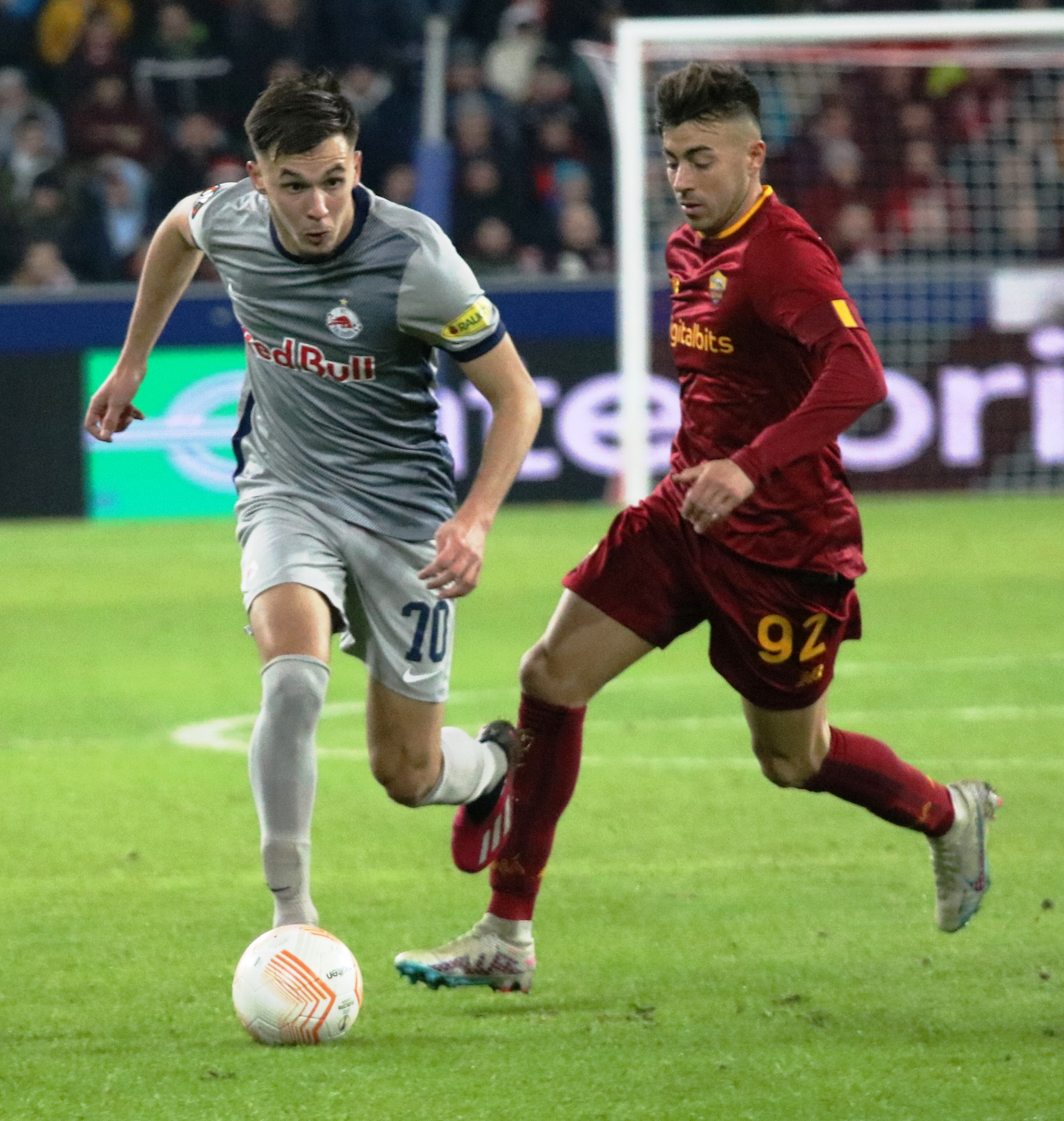
استفان الشعراوی در پیراهن باشگاه فوتبال رم ایتالیا

در سری بی، عنوان بهترین بازیکن سال سری بی را کسب کرد و فصل بعد قرار دادی را با میلان امضا کرد. او بخاطر آغاز جابجایی زلاتان ابراهیموویچ از میلان به پی‌اس‌جی، فرصت حضور به عنوان مهره کلیدی را در باشگاه میلان تجربه کرد و تبدیل به پنجمین گلزن تاریخ این باشگاه شد. الشعراوی عضو تیم ملی ایتالیا می‌باشد و پیش از آن خودش را با بازی در تیم‌های ملی زیر ۲۱، ۱۹ و ۱۷ سال ایتالیا تثبیت کرد. او اولین تجربه ملی خودش را در اوت ۲۰۱۲، در یک دیدار دوستانه با انگلستان تجربه کرد. سه ماه بعد از آغاز کار خود در تیم ملی ایتالیا، الشعراوی نخستین گل ملی خود را در نوامبر ۲۰۱۲ و در مقابل تیم ملی فرانسه به ثمر رساند.

## آمار ملی
تا تاریخ ۱۷ نوامبر ۲۰۲۳

### بازی‌های ملی
تا تاریخ ۱۷ نوامبر ۲۰۲۳
| ایتالیا | ایتالیا | ایتالیا | ایتالیا |
| سال     | بازی    | گل      | پاس گل  |
| ------- | ------- | ------- | ------- |
| ۲۰۱۲    | ۳       | ۱       | ۰       |
| ۲۰۱۳    | ۷       | ۰       | ۲       |
| ۲۰۱۴    | ۱       | ۰       | ۰       |
| ۲۰۱۵    | ۶       | ۱       | ۰       |
| ۲۰۱۶    | ۳       | ۱       | ۰       |
| ۲۰۱۷    | ۳       | ۰       | ۱       |
| ۲۰۱۹    | ۲       | ۱       | ۱       |
| ۲۰۲۰    | ۳       | ۲       | ۰       |
| ۲۰۲۱    | ۱       | ۰       | ۰       |
| ۲۰۲۳    | ۲       | ۱       | ۰       |
| مجموع   | ۳۱      | ۷       | ۴       |

### گل‌های ملی
Scores and results list Italy's goal tally first.
| شماره | تاریخ          | میزبان  | بازی ملی | حریف        | نتیجه | رقابت                         |
| ----- | -------------- | ------- | -------- | ----------- | ----- | ----------------------------- |
| ۱     | ۱۴ نوامبر ۲۰۱۲ | پارما   | ۳        | فرانسه      | ۱–۲   | دوستانه                       |
| ۲     | ۱۰ اکتبر ۲۰۱۵  | باکو    | ۱۵       | آذربایجان   | ۳–۱   | مقدماتی جام ملت‌های اروپا ۲۰۱۶ |
| ۳     | ۲۹ مارس ۲۰۱۶   | مونیخ   | ۱۸       | آلمان       | ۱–۴   | دوستانه                       |
| ۴     | ۱۵ اکتبر ۲۰۱۹  | فادوتس  | ۲۴       | لیختن‌اشتاین | ۵–۰   | مقدماتی جام ملت‌های اروپا ۲۰۲۰ |
| ۵     | ۷ اکتبر ۲۰۲۰   | فلورانس | ۲۶       | آندورا      | ۶–۰   | دوستانه                       |
| ۶     | ۷ اکتبر ۲۰۲۰   | فلورانس | ۲۶       | آندورا      | ۶–۰   | دوستانه                       |
| ۷     | ۱۷ نوامبر ۲۰۲۳ | رم      | ۳۱       | مقدونیه     | ۵–۲   | مقدماتی جام ملت‌های اروپا ۲۰۲۴ |